# Christopher Morley

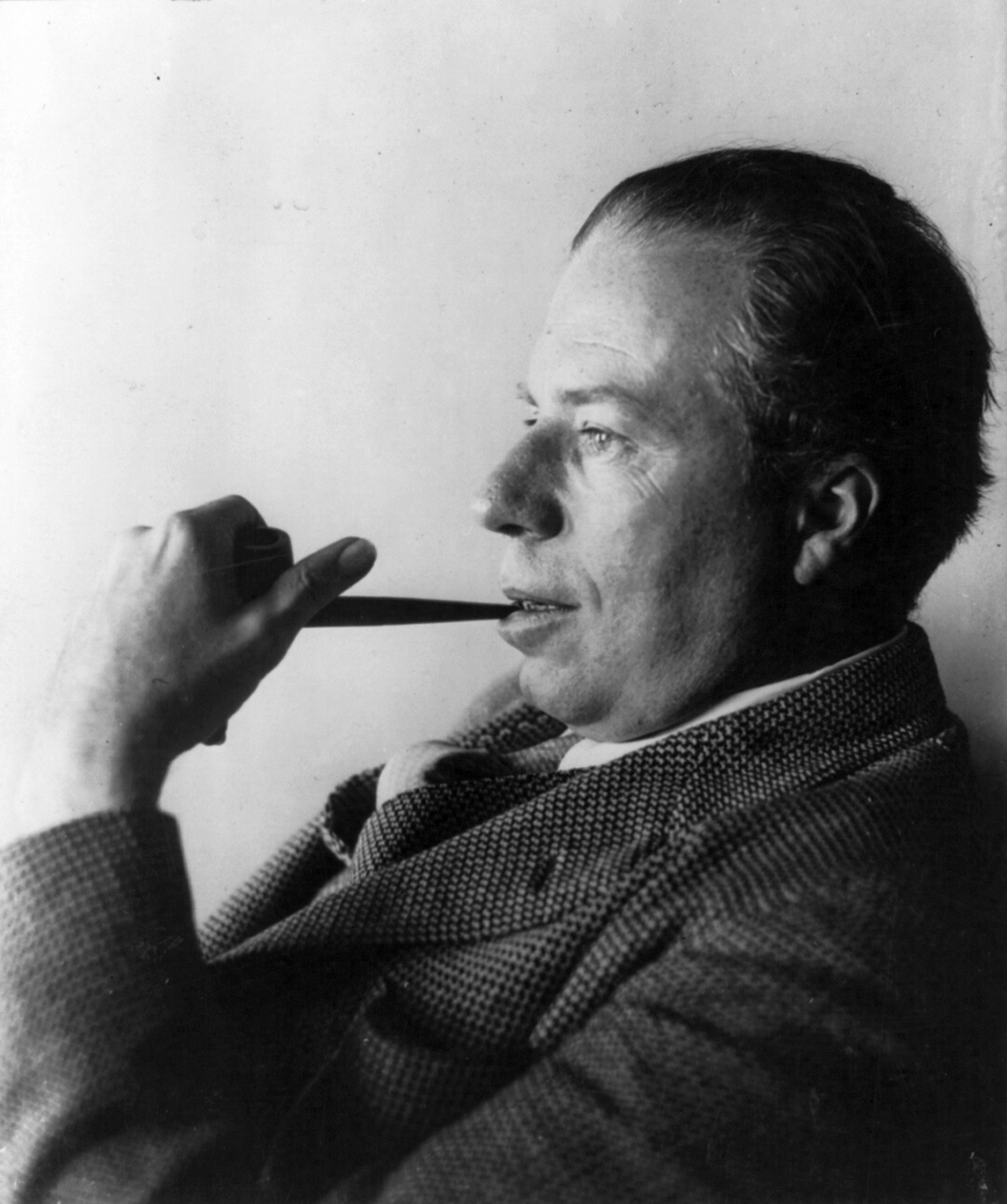
Christopher Morley

Christopher Darlington Morley (* 5. Mai 1890 in Haverford, Pennsylvania; † 28. März 1957) war amerikanischer Herausgeber, Schriftsteller und Sherlockianer.

## Leben
Morley wurde als Sohn des Mathematik-Professors Frank Morley geboren. Er studierte in Haverford und erwarb 1910 ein Rhodes Scholarship am New College in Oxford. Dort geriet er in Kontakt mit dem Theologen Ronald Knox und hörte dessen satirische Rede Studies in the Literature of Sherlock Holmes.
Nach Amerika zurückgekehrt, arbeitete Morley als Kolumnist und Herausgeber etlicher Zeitschriften. Außerdem publizierte er zahlreiche populäre Erzählungen und Romane wie Parnassus on Wheels (1917), The Haunted Bookshop (1919), Thunder on the Left (1925) oder Kitty Foyle (1939) (unter dem Titel Fräulein Kitty 1940 von Sam Wood mit Ginger Rogers in der Titelrolle verfilmt).
Zunächst schrieb er in Philadelphia für das Ladies Home Journal und den Evening Public Ledger. 1920 kehrte er nach New York zurück und arbeitete zeitweilig für das Literary Review supplement der Evening Post. 1926 wurde er Mitbegründer der Saturday Review of Literature, die er von 1924 bis 1940 leitete.
Darüber hinaus organisierte er in New York den 'Three-Hours for Lunch Club', ein unregelmäßig veranstaltetes Gesellschaftsereignis, aus dem die Sherlock-Holmes-Gesellschaft der Baker Street Irregulars hervorgehen sollte. Teil des Club-Lebens war die gebildete Unterhaltung über Sherlock-Holmes-Geschichten. Morley legte dazu Regeln des Sherlockian Reading fest und verfasste selbst zahlreiche Beiträge in diesem Sinne. Am bekanntesten sind seine Studie In Memoriam: Sherlock Holmes (1930) sowie das Vorwort zur Doubleday-Ausgabe The Complete Sherlock Holmes.
1936 wurde er in die American Academy of Arts and Letters gewählt.

## Werke (Auswahl)
- Parnass und Pegasus. (Original: Parnassus on Wheels) Humboldt-Verlag, Wien; Stuttgart 1951.
  - Neuausgabe: Eine Buchhandlung auf Reisen. Atlantik Verlag, Hamburg 2015.
- Kitty. Humanitas Verlag, Zürich 1941.
- Kinder im Traum. Bruno Cassirer, Berlin 1930.
- Das Haus der vergessenen Bücher. (Original: The Haunted Bookshop) Atlantik Verlag, Hamburg 2014.

## Verfilmungen
- 1940: Fräulein Kitty (Kitty Foyle)